# Graa Boomsma
Graa Boomsma (Nieuwe Niedorp, 15 februari 1953) is een Nederlandse schrijver en dichter. Hij studeerde algemene literatuurwetenschap aan de Vrije Universiteit in Amsterdam. Tussen 1978 en 1983 was hij literatuurcriticus van het communistische dagblad De Waarheid. In 1980 debuteerde hij als dichter in het tijdschrift Mandala. Ook was Boomsma actief als romanschrijver en vertaler, onder andere van de Amerikaanse schrijver James Purdy.
Van zijn romans heeft De laatste tyfoon (1992) de meeste aandacht gekregen. Het boek gaat over een dienstplichtig soldaat, die kort na de Tweede Wereldoorlog naar de politionele acties in Nederlands-Indië wordt gestuurd. Daar raakt hij betrokken bij gewelddadigheden waarvan hij nooit had gedacht dat hij ertoe in staat was. In een interview met het Nieuwsblad van het Noorden zei Boomsma over deze soldaten: 'Ze waren geen SS'ers, nee, ook al konden ze door de dingen die ze deden er wel degelijk mee worden vergeleken.'
Die opmerking kwam hem te staan op een rechtszaak. In 1994 werd hij aangeklaagd door een oud-Indië-veteraan, die eruit opgemaakt had dat Boomsma het Nederlandse leger gelijk wilde stellen met de Duitse Waffen-SS onder Hitler. De Rechtbank Groningen sprak Boomsma vrij, maar het Openbaar Ministerie ging in hoger beroep. Op 12 januari 1995 diende de zaak voor het Gerechtshof in Leeuwarden. Opnieuw volgde vrijspraak.
Tot voor kort was Boomsma docent Nederlands op het Rijnlands Lyceum Sassenheim. In zijn lessen werd met name gefocust op de Nederlandse literatuur. Hij heeft in interviews en in zijn boek Uit de school veelvuldig kritiek geuit op de manier van lesgeven van collega's. Hij is nu ook druk bezig met het schrijven van een nieuw boek.